# Internationale Aardappelcrisis

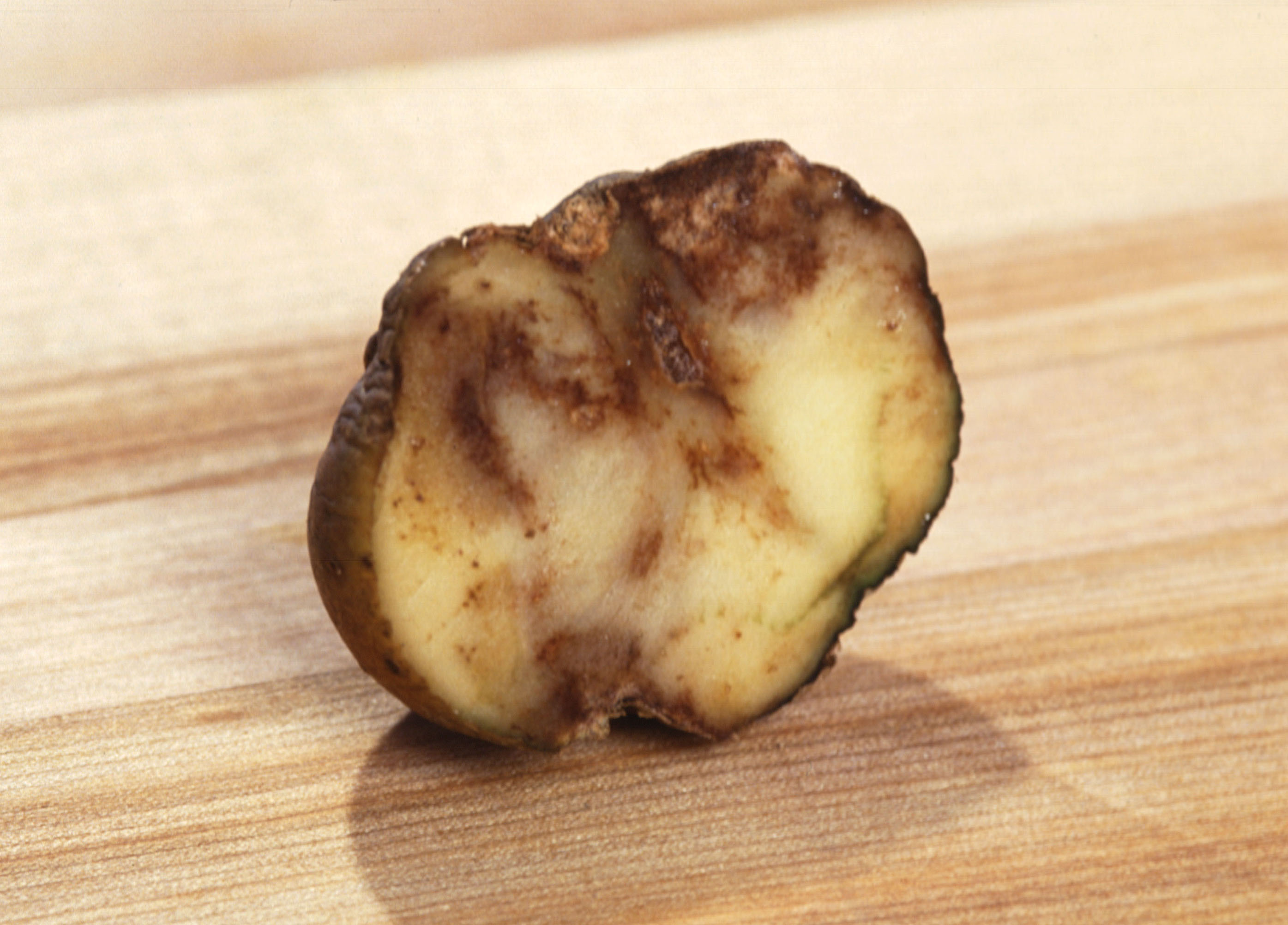
Een aardappel getroffen door aardappelziekte.

De Internationale Aardappelcrisis of kortweg aardappelcrisis was een hongersnood die midden jaren 40 van de 19e eeuw Noord-Europa trof. Bij de crisis werden grote delen van de aardappeloogsten vernietigd door de aardappelziekte, waardoor in heel West- en Noord-Europa grote voedseltekorten ontstonden. Vooral de Schotse Hooglanden en Ierland werden zwaar door de crisis getroffen, maar ook in andere landen stierven veel mensen de hongerdood.

## Gevolgen
In Ierland brak door de crisis de Grote Hongersnood uit. Meer dan een miljoen mensen kwamen om, omdat aardappelen hun voornaamste voedselbron waren. Op lange termijn zorgde de crisis voor grote afname in de bevolking, mede omdat veel mensen om aan de crisis te ontkomen naar het buitenland vluchtten.
Buiten Ierland kwamen in totaal naar schatting 100.000 mensen om door de crisis. Behalve in Ierland vielen ook in België en Pruisen veel doden. In België, met name Vlaanderen, stierven naar schatting 40.000–50.000 mensen. In Pruisen kwamen 42.000 mensen om en in Frankrijk stierven 10.000 mensen.
Behalve door de hongerdood stierven ook veel mensen aan andere aan honger gerelateerde ziekten. Op de lange termijn zorgde het voedseltekort voor verminderde vruchtbaarheid en een lager geboortecijfer. In Ierland nam het aantal geboortes met een derde af. In Vlaanderen was dat 20-30%, in Nederland 10-20% en in Pruisen rond de 12%.
Emigranten die hoopten aan de crisis te ontkomen vluchtten vooral naar Noord-Amerika en Australië. Immigranten uit de Schotse hooglanden werden hierbij geholpen door de overheid en landheren. Dit wordt vaak gezien als een voortzetting van de ontruiming van de Hooglanden.

## In cijfers

### Oogst
| | Aardappels      | Aardappels                  | Aardappels                               | Aardappels                               | Rogge                                    | Tarwe                                    | Haver                                    |
| | vruchtbaar land | consumptie                  | Oogst in 1845                            | Oogst in 1846                            | Oogst in 1846                            | Oogst in 1846                            | Oogst in 1846                            |
| | (%)             | (kg/dagelijkse hoeveelheid) | (% verandering ten opzichte van normaal) | (% verandering ten opzichte van normaal) | (% verandering ten opzichte van normaal) | (% verandering ten opzichte van normaal) | (% verandering ten opzichte van normaal) |
| --- | --------------- | --------------------------- | ---------------------------------------- | ---------------------------------------- | ---------------------------------------- | ---------------------------------------- | ---------------------------------------- |
| België                                                                                               | 14%             | 0,5/0,6 kg                  | -87%                                     | -43%                                     | -50%                                     | -10%                                     | -                                        |
| Denemarken                                                                                           | 3%              | 0,2/0,3 kg                  | -50%                                     | -50%                                     | -20%                                     | -20%                                     | -                                        |
| Zweden                                                                                               | 5%              | 0,5/0,6 kg                  | -20—25%                                  | -20—25%                                  | -10%                                     | -10%                                     | -                                        |
| Frankrijk                                                                                            | ± 6%            | 0,5 kg                      | -20%                                     | -19%                                     | -20%                                     | -25%                                     | -                                        |
| Württemberg                                                                                          | 3—8%            | -                           | -55%                                     | -51%                                     | -15%                                     | -24%                                     | -                                        |
| Pruisen                                                                                              | 11%             | 1,0/1,1 kg                  | -                                        | -47%                                     | -43%                                     | -43%                                     | -                                        |
| Nederland                                                                                            | 11%             | 0,7 kg                      | -71%                                     | -56%                                     | -47%                                     | -6%                                      | -                                        |
| Spanje                                                                                               | 2%              | laag                        | -                                        | -                                        | -                                        | -                                        | -                                        |
| Schotse Hooglanden                                                                                   | -               | hoog                        | -                                        | -80%                                     | -                                        | -                                        | -                                        |
| Ierland                                                                                              | 32%             | 2,1 kg                      | -30%                                     | -88%                                     | -                                        | -                                        | -33%                                     |
| Bron: Eric Vanhaute et al. - The European subsistence crisis of 1845-1850: a comparative perspective |                 |                             |                                          |                                          |                                          |                                          |                                          |

### Bevolkingsomvang
| | Jaarlijkse verandering bevolkingsomvang | Jaarlijkse verandering bevolkingsomvang | Jaarlijkse verandering bevolkingsomvang | Jaarlijkse verandering bevolkingsomvang | Jaarlijkse verandering bevolkingsomvang | Jaarlijkse verandering bevolkingsomvang | Jaarlijkse verandering bevolkingsomvang |
| | 1840–45                                 | 1845–46                                 | 1846–47                                 | 1847–48                                 | 1848–49                                 | 1849–50                                 | 1850–60                                 |
| --- | --------------------------------------- | --------------------------------------- | --------------------------------------- | --------------------------------------- | --------------------------------------- | --------------------------------------- | --------------------------------------- |
| België                                                                                               | +1,1%                                   | +0,9%                                   | +0,9%                                   | +0,0%                                   | +0,5%                                   | +0,2%                                   | +0,7%                                   |
| Denemarken                                                                                           | +1,1%                                   | +1,0%                                   | +0,8%                                   | +1,0%                                   | +1,0%                                   | +1,0%                                   | +1,2%                                   |
| Zweden                                                                                               | +1,1%                                   | +0,8%                                   | +0,6%                                   | +1,0%                                   | +1,3%                                   | +1,2%                                   | +1,0%                                   |
| Frankrijk                                                                                            | +0,5%                                   | +0,7%                                   | +0,4%                                   | +0,1%                                   | +0,3%                                   | +0,0%                                   | +0,5%                                   |
| Duitsland (totaal)                                                                                   | +1,0%                                   | +1,0%                                   | +0,5%                                   | +0,2%                                   | +0,1%                                   | +0,9%                                   | +0,7%                                   |
| Pruisen                                                                                              | +1,3%                                   | +1,4%                                   | +0,8%                                   | +0,5%                                   | +0,4%                                   | +0,9%                                   | +1,0%                                   |
| Nederland                                                                                            | +1,1%                                   | +1,1%                                   | +0,3%                                   | -0,2%                                   | +0,1%                                   | +0,3%                                   | +0,7%                                   |
| Verenigd Koninkrijk*                                                                                 | +1,2%                                   | +1,2%                                   | +0,7%                                   | +0,7%                                   | +0,7%                                   | +0,7%                                   | +1,3%                                   |
| Ierland                                                                                              | +0,4%                                   | -0,2%                                   | -4%                                     | -4%                                     | -4%                                     | -4%                                     | -1,7%                                   |
| Notities: *exclusief Ierland                                                                         |                                         |                                         |                                         |                                         |                                         |                                         |                                         |
| Bron: Eric Vanhaute et al. - The European subsistence crisis of 1845-1850: a comparative perspective |                                         |                                         |                                         |                                         |                                         |                                         |                                         |